# Colli sul Velino
Colli sul Velino é uma comuna italiana da região do Lácio, província de Rieti, com cerca de 515 habitantes. Estende-se por uma área de 13 km², tendo uma densidade populacional de 40 hab/km². Faz fronteira com Contigliano, Labro, Morro Reatino, Rieti, Rivodutri, Terni (TR).

## Demografia
| Variação demográfica do município entre 1861 e 2011                               |
|                                                                                   |
| Fonte: Istituto Nazionale di Statistica (ISTAT) - Elaboração gráfica da Wikipedia |